# Ciateals
Les ciateals (Cyatheales) constitueixen un ordre de falgueres. No hi ha característiques morfològiques clares que caracteritzin totes les ciateals, però les seqüències d'ADN indiquen que aquest ordre és monofilètic. Algunes espècies de ciateals tenen formes de creixement similar a la dels arbres, però altres tenen rizomes reptants. Algunes espècies tenen escames a les tiges i fulles, mentre altres tenen pèls. Tanmateix, la majoria de les ciateals són "falgueres arbre" altrament dites falgueres arborescents i tenen tiges similars a troncs que arriben a més de 20 metres d'alçada. No es coneix amb certesa quantes vegades la forma arbòria ha evolucionat i s'ha perdut en l'ordre.

## Origen de les falgueres arborescents
Al Carbonífer (Tournaisià) es van mostrar importants diferències en la morfologia i l'hàbit de les falgueres amb llavors, d'una banda hi va haver plantes d'estatura modesta i de l'altra plantes arborescents amb diàmetre del tronc de més de dos metres de les quals la posició sistemàtica no queda clara. Aquestes falgueres arborescents tenien generalment la fusta densa.

## Les falgueres arborescents actuals
Les falgueres arborescents són un clade ben establert dins les falgueres leptosporangiades. La majoria de les 700 espècies (dins set famílies i 13 gèneres) són arborescents, però hi ha una considerable variació morfològica, anant des de les falgueres arborescents gegants (Cyatheaceae), les plantes baixes i erectes (Plagiogyriaceae), i els petits endemismes de l'altiplà de la Guaiana (Himenophyllopsidaceae).